# Henry Figueroa
Henry Figueroa est un footballeur international hondurien né le 28 décembre 1992. Il évolue au poste de défenseur au CD Motagua.

## Biographie

### En club
Il participe à la Ligue des champions de la CONCACAF avec l'équipe du CD Motagua.

### En équipe nationale
Il joue son premier match en équipe du Honduras le 13 septembre 2014, en amical contre le Nicaragua (victoire 1-0).
Il participe à la Gold Cup 2015 co-organisée par les États-Unis et le Canada. Lors de cette compétition, il joue deux matchs : contre les États-Unis et le Panama.
Il participe ensuite à la Gold Cup 2017. Il joue quatre matchs lors de cette compétition. le Honduras s'incline en quart de finale contre le Mexique.

## Palmarès
- Champion du Honduras en 2014 (A), 2016 (A), 2017 (C) avec le CD Motagua